# Фаворитка (фильм)
«Фавори́тка» (англ. The Favourite) — исторический английский фильм режиссёра Йоргоса Лантимоса по сценарию Деборы Дэвис и Тони Макнамара. Картина является совместным производством Великобритании, Ирландии и США. Фильм, действие которого происходит в Англии в начале XVIII века, рассказывает историю взаимоотношений двух двоюродных сестёр — Сары Черчилль, герцогини Мальборо (Рэйчел Вайс) и Эбигейл Хилл (Эмма Стоун), которые соперничают за право быть фавориткой королевы Анны (Оливия Колман). Съёмки проходили в Хэтфилд-хаусе в Хартфордшире и во дворце Хэмптон-Корт в Суррей с марта по май 2017 года.
Международная премьера состоялась 30 августа 2018 года на 75-м международном Венецианском кинофестивале, где фильм завоевал премию Большого жюри, а исполнительница главной роли Оливия Колман получила «Кубок Вольпи» в категории «Лучшая актриса главной роли». «Фаворитка» была выпущена в прокат в США 23 ноября 2018 года, в Великобритании и Ирландии — 1 января 2019 года, в России — 31 января 2019 года. Фильму сопутствовал кассовый успех: при бюджете в 15 млн долларов общемировые сборы достигли 95 млн долларов.
Картина заслужила всеобщее признание среди критиков, которые высоко оценили сценарий, режиссуру, актёрскую игру, работу оператора, дизайн костюмов и музыку. Лента получила множество наград и номинаций. «Фаворитка» была представлена в десяти категориях на 91-й церемонии вручения премии «Оскар», сравнявшись по данному показателю в списке номинантов с фильмом «Рома». Картина также выиграла семь главных наград Британской академии «BAFTA» (в том числе «Самая выдающаяся британская картина» и «Лучшая актриса второстепенной роли» для Рэйчел Вайс) и десять наград британского независимого кино. За исполнении роли королевы Анны Колман получила «Оскар», «Золотой глобус» и награду «BAFTA» в категории «Лучшая актриса главной роли», а также была номинирована на премию Американской Гильдии киноактеров в вышеупомянутой категории. Американский институт кино включил «Фаворитку» в список 10 лучших фильмов 2018 года.

## Сюжет
1705 год. Англия ведёт затяжную войну с Францией за испанское наследство. У королевы Анны слабое здоровье; она не проявляет особого интереса к государственному управлению, отдавая предпочтение таким занятиям, как утиные бега или игры со своими 17 кроликами, по одному на каждого из её умерших детей. Её доверенное лицо, фаворитка и тайная любовница Сара Черчилль безраздельно правит страной благодаря своему влиянию на королеву. Саре противостоит лидер оппозиции Роберт Харли, который, будучи землевладельцем, выступает против планов по удвоению налогов на имущество ради необходимости финансировать войну.
Эбигейл Хилл, кузина Сары из бедной семьи, прибывает ко двору в поисках работы. Репутация Эбигейл испорчена её отцом, который проиграл всё состояние в вист, сошёл с ума и сжёг себя вместе с домом. Эбигейл вынуждена выполнять чёрную работу в качестве придворной уборщицы. Увидев страдающую от подагры Анну, она собирает в лесу целебные травы и прикладывает их к воспаленным ногам королевы. Сара хочет наказать кузину за самонадеянность, но после того, как она видит, что травы помогли, она смягчается и делает Эбигейл своей камеристкой. Харли просит Эбигейл шпионить за Сарой и королевой, рассчитывая найти компромат и уменьшить влияние Сары. Эбигейл становится свидетельницей того, как Сара и королева занимаются сексом.
Пока Сара планирует военные действия, Эбигейл заводит дружбу с Анной. Сара застает Анну и Эбигейл в одной постели, после чего пытается отослать кузину на кухню. Эбигейл подсыпает отраву в чай Сары, в результате чего та во время прогулки падает с лошади и теряет сознание. Израненная Сара просыпается в сельском борделе. Анна, полагая, что Сара бросила её, чтобы заставить ревновать, вновь становится на сторону Эбигейл и в срочном порядке выдаёт её замуж за Сэмюэла Мэшема, чтобы восстановить положение Эбигейл в благородном обществе.
Сара возвращается ко двору и выдвигает королеве ультиматум, требуя отослать Эбигейл прочь, а в противном случае угрожает раскрыть свою переписку с Анной, в которой подробно описываются их сексуальные отношения. Она говорит Анне, что Эбигейл не любит её, а просто льстит. Сара сжигает любовные письма, но Анна вынуждает её покинуть двор. Анна увольняет лорда-казначея Сидни Годольфина, назначает на его пост Харли и инициирует переговоры с Францией о перемирии. Эбигейл, ставшая Хранителем тайного кошелька, заявляет о том, что Сара присваивала деньги из королевской казны и обкрадывала королеву. Анна приказывает изгнать Сару и её мужа из Англии как предателей.
Находясь в покоях королевы, Эбигейл издевается над кроликом, надавливая на него каблуком туфли. Анна просыпается от писка животного, с трудом выбирается из постели и приказывает Эбигейл массировать её ноги, обращаясь с ней как со служанкой.

## Актёрский состав
- Оливия Колман — Анна Стюарт, королева Великобритании
- Рэйчел Вайс — Сара Черчилль, герцогиня Мальборо
- Эмма Стоун — Эбигейл Хилл
- Николас Холт — Роберт Харли, 1-й граф Оксфорд
- Джо Элвин — Сэмюэл Мэшем[англ.]
- Марк Гэтисс — Джон Черчилль, 1-й герцог Мальборо
- Джеймс Смит[англ.] — Сидни Годольфин, 1-й граф Годольфин
- Дженни Рейнсфорд — Мэй

## Создание
Сценарий к фильму был написан ещё в 1998 году, но долго не мог попасть в производство из-за сложностей с финансированием. В сентябре 2015 года было объявлено, что Эмма Стоун, Оливия Колман и Кейт Уинслет примут участие в фильме режиссёра Йоргоса Лантимоса по сценарию Деборы Дэвис и Тони Макнамары, в то время как Сеси Демпси, Эд Гуене и Ли Магидэй выступят продюсерами. В октябре 2015 года Рэйчел Вайс присоединилась к киногруппе, заменив Уинслет, а в феврале 2017 года стало известно, что в картине сыграет Николас Холт. Съёмки начались в марте 2017 года в Хэтфилд-хаус в Хартфордшире. Первый тизер-трейлер вышел 9 июля 2018 года.

## Критика
Фильм получил высокие оценки кинокритиков. На сайте Rotten Tomatoes у него 93 % положительных рецензий на основе 371 отзыва со средней оценкой 8,48 из 10. На Metacritic — 90 баллов из 100 на основе 53 рецензий.

## Награды и номинации
22 января 2019 года фильм был номинирован на «Оскар» в 10 категориях, в том числе в категориях «Лучший фильм» и «Лучший оригинальный сценарий» однако вопреки ожиданиям победил лишь в номинации «Лучшая актриса» — Оливия Колман, неожиданно проиграв в категориях «Лучшие костюмы» и «Лучшее художественное оформление».
| Список наград и номинаций                 | Список наград и номинаций | Список наград и номинаций                   | Список наград и номинаций                          | Список наград и номинаций | Список наград и номинаций |
| Кинофестиваль/Кинопремия                  | Год                       | Категория                                   | Номинант(ы)                                        | Результат                 | Прим.                     |
| ----------------------------------------- | ------------------------- | ------------------------------------------- | -------------------------------------------------- | ------------------------- | ------------------------- |
| 75-й Венецианский кинофестиваль (Италия)  | 2018                      | Серебряный лев                              | Йоргос Лантимос                                    | Победа                    |                           |
| 75-й Венецианский кинофестиваль (Италия)  | 2018                      | Кубок Вольпи за лучшую женскую роль         | Оливия Колман                                      | Победа                    |                           |
| Теллурайдский кинофестиваль (Колорадо)    | 2018                      | Серебряная Медаль                           | Эмма Стоун                                         | Победа                    |                           |
| Готэм (Нью-Йорк)                          | 2018                      | Специальный приз жюри за актёрский ансамбль | Оливия Колман, Эмма Стоун и Рэйчел Вайс            | Победа                    |                           |
| Голливудский кинофестиваль (Лос-Анджелес) | 2018                      | Лучшая актриса второго плана                | Рэйчел Вайс                                        | Победа                    |                           |
| Золотой глобус (Лос-Анджелес)             | 2019                      | Лучшая актриса в комедии                    | Оливия Колман                                      | Победа                    |                           |
| Оскар (Лос-Анджелес)                      | 2019                      | Лучший фильм                                | Сеси Демпси, Эд Гини, Ли Магидэй и Йоргос Лантимос | Номинация                 |                           |
| Оскар (Лос-Анджелес)                      | 2019                      | Лучшая режиссёрская работа                  | Йоргос Лантимос                                    | Номинация                 |                           |
| Оскар (Лос-Анджелес)                      | 2019                      | Лучшая актриса                              | Оливия Колман                                      | Победа                    |                           |
| Оскар (Лос-Анджелес)                      | 2019                      | Лучшая актриса второго плана                | Эмма Стоун                                         | Номинация                 |                           |
| Оскар (Лос-Анджелес)                      | 2019                      | Лучшая актриса второго плана                | Рэйчел Вайс                                        | Номинация                 |                           |
| Оскар (Лос-Анджелес)                      | 2019                      | Лучший оригинальный сценарий                | Дебора Дэвис и Тони Макнамара                      | Номинация                 |                           |
| Оскар (Лос-Анджелес)                      | 2019                      | Лучший монтаж                               | Йоргос Мавропсаридис                               | Номинация                 |                           |
| Оскар (Лос-Анджелес)                      | 2019                      | Лучшая операторская работа                  | Робби Райан                                        | Номинация                 |                           |
| Оскар (Лос-Анджелес)                      | 2019                      | Лучшая работа художника                     | Фиона Кромби и Элис Фелтон                         | Номинация                 |                           |
| Оскар (Лос-Анджелес)                      | 2019                      | Лучший дизайн костюмов                      | Сэнди Пауэлл                                       | Номинация                 |                           |
| Премия Европейской киноакадемии (Берлин)  | 2019                      | Лучший фильм                                | Сеси Демпси, Эд Гини, Ли Магидэй и Йоргос Лантимос | Победа                    |                           |
| Премия Европейской киноакадемии (Берлин)  | 2019                      | Лучшая Европейская комедия                  | Сеси Демпси, Эд Гини, Ли Магидэй и Йоргос Лантимос | Победа                    |                           |
| Премия Европейской киноакадемии (Берлин)  | 2019                      | Лучшая режиссёрская работа                  | Йоргос Лантимос                                    | Победа                    |                           |
| Премия Европейской киноакадемии (Берлин)  | 2019                      | Лучшая актриса                              | Оливия Колман                                      | Победа                    |                           |
| Премия Европейской киноакадемии (Берлин)  | 2019                      | Лучшая операторская работа                  | Робби Райан                                        | Победа                    |                           |
| Премия Европейской киноакадемии (Берлин)  | 2019                      | Лучший оригинальный сценарий                | Дебора Дэвис и Тони Макнамара                      | Номинация                 |                           |
| Премия Европейской киноакадемии (Берлин)  | 2019                      | Лучший монтаж                               | Йоргос Мавропсаридис                               | Победа                    |                           |
| Премия Европейской киноакадемии (Берлин)  | 2019                      | Лучший грим                                 | Надя Стейси                                        | Победа                    |                           |
| Премия Европейской киноакадемии (Берлин)  | 2019                      | Лучший дизайн костюмов                      | Сэнди Пауэлл                                       | Победа                    |                           |

Также в 2018 году фильм выиграл 10 из 13 номинаций премии Британского независимого кино.
В декабре 2018 года картина «Фаворитка» вошла в список 10 лучших фильмов 2018 года, опубликованный Американским институтом киноискусства (AFI).